# Хакея ароматная
Хакея ароматная, Хакея душистая (лат. Hakea drupacea) — вид рода Хакея (Hakea) семейства Протейные (Proteaceae) родом из штата Западная Австралия. Цветёт с марта по июнь.

## Ботаническое описание
Hakea drupacea — прямостоячий округлый кустарник, высота которого достигает 1—4 м. Мелкие ветви — волосатые. Гладкие игольчатые листья растут попеременно, длиной 4—11 см и шириной 1—2 мм, заканчиваясь игольчатой вершиной. Лист может делиться на 2—8 сегментов. Соцветия представляют собой короткие кисти сладких душистых белых или кремовых цветов с розовой или коричневатой пыльцой. Цветоножка имеет длину 4—8 мм, а околоцветник — 4—5 мм в длину и гладкий. Столбик гладкий 4—6 мм в длину. Цветы в изобилии появляются в пазухах наружных листьев с марта по июнь. Древесные яйцевидные плоды имеют длину 20—25 мм и ширину 15—19 мм. Поверхность плода гладкая с несколькими чёрными выпуклостями, плод заканчивается двумя выступающими рогами длиной 2—4 мм.

## Таксономия
Вид Hakea drupacea был впервые официально описан Карлом Фридрихом фон Гертнером в 1807 году и получил название Conchium drupaceum. Ранее он также был известен как Hakea suaveolens.

## Распространение и местообитание
H. drupacea распространён в основном как прибрежный вид, между Албани и к востоку от мыса Арид и на островах архипелага Речерче. Этот вид натурализован в Южной Африке (где он известен как soethakea, что означает «сладкая хакея»), Новой Зеландии и прибрежной зоне штата Виктория. Растёт на открытых пустошах и в низких кустарниковых зарослях на гранитных склонах холмов, на кварцитовыми участками или прибрежных известняковых скалах.

## Охранный статус
Статус H. drupacea классифицируется как «не угрожаемый» Департаментом дикой природы парков Западной Австралии.